# 봉읍

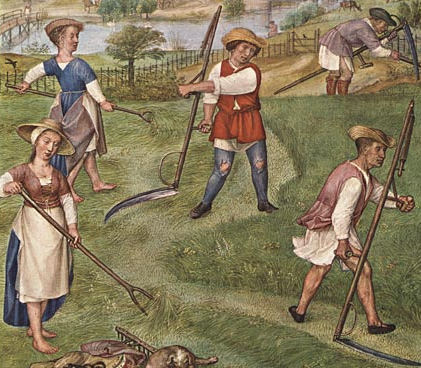

봉읍(封邑, 프랑스어: fief 피에프[*], 독일어: lehen, 라틴어: feudum)은 봉건제의 핵심 요소로서, 봉주가 충성 서약을 한 봉신에게 봉건적 맹세나 봉사의 대가로 제공하는 상속 재산이나 권리로 이루어진다. 채지(采地), 봉토(封土)라고도 한다. 보통 경의와 충성 서약의 사적인 의식을 통해 수여된다. 봉읍의 한자적 의미나 프랑스어 낱말 fief의 의미로 보통 토지를 가리켜 말하지만, 실제로는 토지뿐 아니라 정부 건물, 사냥을 위한 권리 등도 여기에 포함될 수 있다. 누군가에게 봉읍을 내려 봉신으로 삼는 것을 봉작(封爵)이라 한다.
처음부터 봉토(vassalage)는 토지 소유권을 주고받는 것을 의미하지 않았으나 8세기 즈음에 토지 소유권을 제공하는 일은 표준으로 자리잡혔다.
이러한 봉읍을 매개로 성립하는 군주와 가신의 관계를 레헨 제도라고 하며, 이와 같은 지배계급 내부의 관계는 교통과 화폐경제가 아직 발달하지 못했을 때 주로 농업에 기초를 둔 광대한 영토를 통일하여 지배할 수 있는 중앙집권적인 관료기구가 존재하지 못하고, 영토를 분할하여 일부분을 신하에게 주고, 그 대가로 군사 의무를 중심으로 하는 충성을 요구하는 간접 통치가 취해졌기 때문에 발생한다. 또 군주의 가신도 마찬가지로 레헨을 매개로 하급 가신을 거느리고, 그에 대해서는 스스로 주군이 된다. 이런 관계가 반복되어 국왕으로부터 가장 하급 영주, 즉 기사에 이르기까지 봉건 영주 계급이 레헨 제도에 의하여 위에서 아래로 연결되는 것이다.
초기에는 어디까지나 자유로운 개인으로서의 주군과 자유로운 개인으로서의 가신 사이에 체결된 개인적인 계약 관계였으며, 한쪽이 계약을 위반하면 다른 쪽도 계약에 구속을 받지 않았고, 또 두 사람 이상의 영주로부터 레헨을 받을 수도 있었다. 레헨은 엄밀히 따지면 토지를 주는 것이 아니라 빌려주는 것이며, 소유권은 주군에게 있다. 따라서 한쪽이 죽으면 계약은 무효가 되고 레헨인 토지는 소유자(주군이 사망했을 때에는 그 후계자)에게 반환되는 것이며, 가신의 세습적인 영지는 아니다. 그러나 주군이 토지를 소유하고 있어서 그것을 레헨으로 신하에게 준 경우도 있지만, 원래 그 지방의 호족인 자에게 형식상 일단 토지를 차출시켜서 그것을 다시 같은 사람에게 줌으로써 군신 관계를 만든 경우도 많으며, 가신이 죽으면 그 아들이 새로 계약을 맺는다고 해도 그것은 형식에 지나지 않고 점차 레헨은 세습화하고, 따라서 가신도 가문으로서의 전통적으로 주군(主君, 主家)에게 봉사하게 된다.

## 같이 보기
- 봉건제
- 식읍
- 녹읍

## 참고 자료
1. ↑  Cantor (1993), pp. 198-199.

- Norman F. Cantor.  The Civilization of the Middle Ages.  New York: HarperPerennial, 1993. ISBN 0-06-092553-1
- 이 문서에는 다음커뮤니케이션(현 카카오)에서 GFDL 또는 CC-SA 라이선스로 배포한 글로벌 세계대백과사전의 내용을 기초로 작성된 글이 포함되어 있습니다.